# 雙岩站
雙岩站（日语：／ Futaiwa eki */?）是位於日本愛媛縣八幡濱市，隸屬於四國旅客鐵道（JR四國）的鐵路車站，車站編號為U19。本站只停靠普通列車。
站前廣場設有「鐵道開通紀念碑」，以紀念象徵全線貫通的最後一段：八幡濱～卯之町一段完成及通車。

## 車站結構
雙岩站現時使用的是第二代站舍，與伊予石城站及伊予平野站採用同一類型，都是因應第一代站舍過於殘舊而且利用人數過少，為節省站舍的保養成本而把原有的木站舍拆去，改為以水泥板及鋼筋所建成撘建簡易式站舍。站舍共分為三部份，右側為開放式候車室，設有長櫈，但不設售票窗口；中央部份為儲物室，出入口設於月台上，左側為洗手間，亦是只能由月台進入。車站外則另設有單車停泊場。
和附近的車站稍有不同，雙岩站的站舍並不是與1號月台位處同一水平，而是稍為低於月台，因此經過改札口後，前往1號月台需經過數級階梯才能到達月台。
與附近同期的車站一樣，採用不對稱側式月台設計，共有2座，有效長度皆為3輛。當中2號月台為主軌道，為上、下行特急列車通過的月台，月台上只設置1座小型的有蓋候車亭；1號月台為側線，供車交換時所使用的。月台間以無障礙通道及平交道所連接，設於末端向八幡濱方向，因為月台不對稱的原因，令2號月台須多行約20公尺直路才能到達月台。此外，於1號月台最前端向伊予石城方向，亦遺留舊日貨物列車停泊用台。
和伊予石城站相同，本站雖然不是特急列車停車站，但部份特急列車會在此站進行路段交換。

### 月台配置
| 月台 | 路線    | 方向 | 目的地                   | 備注                                     |
| ---- | ------- | ---- | ------------------------ | ---------------------------------------- |
| 1    | ■予讚線 | 下行 | 宇和島方向               | 普通列車主發月台，下行特急運轉停車使用。 |
| 1    | ■予讚線 | 上行 | 八幡濱、伊予市、松山方向 | 部份班次使用                             |
| 2    | ■予讚線 | 上行 | 八幡濱、伊予市、松山方向 | 部份普通班次使用，上下行特急通過月台。   |

## 歷史
- 1945年6月20日：開業。
- 1987年4月1日：日本國鐵分割民營化，車站的營運由JR四國繼承。

## 相鄰車站
四國旅客鐵道（JR四國）
■予讚線
八幡濱（U18）－雙岩（U19）－伊予石城（U20）